# 흰꼬리나무쥐
흰꼬리나무쥐(Brachytarsomys albicauda)는 붉은숲쥐과에 속하는 설치류의 일종이다. 마다가스카르섬에서만 발견된다.